# Segling vid olympiska sommarspelen 1908
Vid olympiska sommarspelen 1908 avgjordes fyra grenar i segling och tävlingarna hölls mellan 27 och 29 juli 1908 i Ryde, Isle of Wight och mellan 11 och 12 augusti 1908 i Hunters Quay i Skottland. Antalet deltagare var 65 tävlande från 5 länder.

## Medaljtabell
| Pl.   | Nation         | Guld | Silver | Brons | Totalt |
| ----- | -------------- | ---- | ------ | ----- | ------ |
| 1     | Storbritannien | 4    | 1      | 1     | 3      |
| 2     | Belgien        | 0    | 1      | 0     | 1      |
| 2     | Sverige        | 0    | 1      | 0     | 1      |
| 4     | Frankrike      | 0    | 0      | 1     | 1      |
| Total |                | 4    | 3      | 1     | 8      |

## Medaljfördelning
| Gren                  | Guld | Silver | Brons |
| 6 meter: Detaljer...  | Storbritannien Gilbert Laws Thomas McMeekin Charles Crichton | Belgien Léon Huybrechts Louis Huybrechts Henri Weewauters | Frankrike Henri Arthus Louis Potheau Pierre Rabot                                                                  |
| 7 meter: Detaljer...  | Storbritannien Charles Rivett-Carnac Norman Bingley Richard Dixon Frances Rivett-Carnac                                                                                   | Det andra laget lyckades inte ta sig till starten. | Inga fler deltagare.                                                                                               |
| 8 meter: Detaljer...  | Storbritannien Blair Cochrane Charles Campbell John Rhodes Henry Sutton Arthur Wood                                                                                       | Sverige Carl Hellström Edmund Thormählen Eric Sandberg Erik Wallerius Harald Wallin                                                                                                   | Storbritannien Philip Hunloke Alfred Hughes Frederick Hughes George Ratsey William Ward The Duchess of Westminster |
| 12 meter: Detaljer... | Storbritannien T. C. Glen-Coats (styrman) J. H. Downes (kompis) J. S. Aspin John Buchanan J. C. Bunten A. D. Downes David Dunlop John Mackenzie Albert Martin Gerald Tait | Storbritannien C. MacIver (styrman) J. G. Kenion (kompis) J. M. Adam James Baxter W. P. Davidson J. F. Jellico T. A. R. Littledale C. R. MacIver C. Macleod Robertson J. F. D. Spence | Inga fler deltagare.                                                                                               |

## Deltagande nationer
Totalt deltog 64 seglare från 5 länder vid de olympiska spelen 1908 i London.
|                                                                                |  |  |
| - Belgien (3) - Frankrike (3) - Norge (5) - Storbritannien (40) - Sverige (13) |  |  |